# Ме Ндомбе
Ме Ндомбе (на френски и на суахили: Mai-Ndombe) е една от провинциите на Демократична република Конго. Разположена е в западната част на страната и граничи с Република Конго. Столицата на Ме Ндомбе е град Инонго. Площта на провинцията е 127 243 км², а населението, според проекция за юли 2015 г., е 1 852 000 души. Най-масово говореният език в провинцията е езикът Лингала.